# Eurovision 2020 - das deutsche Finale
Eurovision 2020 – das deutsche Finale è stato un programma televisivo tedesco organizzato e prodotto da Norddeutscher Rundfunk (NDR) in sostituzione dell'Eurovision Song Contest 2020, cancellato a causa della pandemia di COVID-19. Il programma è consistito in una competizione canora ispirata all'Eurovision Song Contest ed è stato trasmesso il 16 maggio 2020.
I brani partecipanti sono stati scelti tra i 41 designati per la manifestazione europea e sono stati annunciati con il programma World Wide Wohnzimmer – das ESC Halbfinale 2020, trasmesso nell'omonimo programma televisivo, trasmesso il 9 maggio e presentato da Dennis Wolter,
Benjamin Wolter e Peter Urban.

## Organizzazione
Il programma, similmente all'Eurovision: Europe Shine a Light, è stato organizzato nell'Elbphilharmonie ad Amburgo e si è articolato in una semifinale, trasmessa il 9 maggio con il titolo di World Wide Wohnzimmer – das ESC Halbfinale 2020 e condotta da Dennis Wolter,
Benjamin Wolter e Peter Urban, e la finale, trasmessa il 16 maggio e condotta da Barbara Schöneberger.
Hanno partecipato tutti gli artisti designati per l'Eurovision Song Contest 2020, fatta eccezione per Ben Dolic, il rappresentante nazionale, esibitosi con Violent Thing come interval act.

### Voto
Il punteggio è stato ottenuto combinando i punteggi di una giuria di esperti e del televoto.

## World Wide Wohnzimmer – das ESC Halbfinale 2020
| #  | Stato              | Artista            | Brano                       | Lingua            |
| -- | ------------------ | ------------------ | --------------------------- | ----------------- |
| 01 | Israele            | Eden Alene         | Feker libi                  | Inglese, amarico  |
| 02 | Moldavia           | Natalia Gordienko  | Prison                      | Inglese           |
| 03 | Austria            | Vincent Bueno      | Alive                       | Inglese           |
| 04 | Slovenia           | Ana Soklič         | Voda                        | Sloveno           |
| 05 | Paesi Bassi        | Jeangu Macrooy     | Grow                        | Inglese           |
| 06 | Islanda            | Daði & Gagnamagnið | Think About Things          | Inglese           |
| 07 | Estonia            | Uku Suviste        | What Love Is                | Inglese           |
| 08 | Serbia             | Hurricane          | Hasta la vista              | Serbo             |
| 09 | Finlandia          | Aksel Kankaanranta | Looking Back                | Inglese           |
| 10 | Grecia             | Stefania           | Superg!rl                   | Inglese           |
| 11 | Danimarca          | Ben & Tan          | Yes                         | Inglese           |
| 12 | San Marino         | Senhit             | Freaky!                     | Inglese           |
| 13 | Polonia            | Alicja             | Empires                     | Inglese           |
| 14 | Ucraina            | Go_A               | Solovej                     | Ucraino           |
| 15 | Regno Unito        | James Newman       | My Last Breath              | Inglese           |
| 16 | Spagna             | Blas Cantó         | Universo                    | Spagnolo          |
| 17 | Lettonia           | Samanta Tīna       | Still Breathing             | Inglese           |
| 18 | Portogallo         | Elisa              | Medo de sentir              | Portoghese        |
| 19 | Belgio             | Hooverphonic       | Release Me                  | Inglese           |
| 20 | Bulgaria           | Victoria           | Tears Getting Sober         | Inglese           |
| 21 | Lituania           | The Roop           | On Fire                     | Inglese           |
| 22 | Bielorussia        | VAL                | Da vidna                    | Bielorusso        |
| 23 | Italia             | Diodato            | Fai rumore                  | Italiano          |
| 24 | Cipro              | Sandro Nicolas     | Running                     | Inglese           |
| 25 | Croazia            | Damir Kedžo        | Divlji vjetre               | Croato            |
| 26 | Armenia            | Athīna Manoukian   | Chains on You               | Inglese           |
| 27 | Irlanda            | Lesley Roy         | Story of My Life            | Inglese           |
| 28 | Francia            | Tom Leeb           | Mon alliée (The Best in Me) | Francese, inglese |
| 29 | Norvegia           | Ulrikke            | Attention                   | Inglese           |
| 30 | Malta              | Destiny            | All of My Love              | Inglese           |
| 31 | Russia             | Little Big         | Uno                         | Inglese           |
| 32 | Romania            | Roxen              | Alcohol You                 | Inglese           |
| 33 | Svizzera           | Gjon's Tears       | Répondez-moi                | Francese          |
| 34 | Azerbaigian        | Efendi             | Cleopatra                   | Inglese           |
| 35 | Australia          | Montaigne          | Don't Break Me              | Inglese           |
| 36 | Georgia            | Tornik'e Kipiani   | Take Me as I Am             | Inglese           |
| 37 | Repubblica Ceca    | Benny Cristo       | Kemama                      | Inglese           |
| 38 | Macedonia del Nord | Vasil Garvanliev   | You                         | Inglese           |
| 39 | Albania            | Arilena Ara        | Fall from the Sky           | Inglese           |
| 40 | Svezia             | The Mamas          | Move                        | Inglese           |

## Finale
La finale è stata trasmessa dalle 20:15 del 16 maggio 2020 e ha visto competere i 10 brani selezionati precedentemente. La serata, è stata condotta da Barbara Schöneberger. Al termine delle esibizioni hanno partecipato come parte dell'interval act, Michael Schulte dove si è esibito con You Let Me Walk Alone e Keep Me Up, e Ben Dolic con Violent Thing.
| #  | Stato       | Artista            | Brano               | Punteggio | Punteggio | Punteggio | Posizione |
| #  | Stato       | Artista            | Brano               | Giuria    | Televoto  | Totale    | Posizione |
| -- | ----------- | ------------------ | ------------------- | --------- | --------- | --------- | --------- |
| 1  | Danimarca   | Ben & Tan          | Yes                 | 1         | 8         | 9         | 5°        |
| 2  | Azerbaigian | Efendi             | Cleopatra           | 4         | 1         | 5         | 10°       |
| 3  | Svezia      | The Mamas          | Move                | 5         | 4         | 9         | 6°        |
| 4  | Lituania    | The Roop           | On Fire             | 10        | 12        | 22        | 1°        |
| 5  | Svizzera    | Gjon's Tears       | Répondez-moi        | 6         | 3         | 9         | 7°        |
| 6  | Malta       | Destiny            | All of My Love      | 8         | 2         | 10        | 4°        |
| 7  | Islanda     | Daði & Gagnamagnið | Think About Things  | 12        | 7         | 19        | 2°        |
| 8  | Italia      | Diodato            | Fai rumore          | 2         | 6         | 8         | 8°        |
| 9  | Bulgaria    | Victoria           | Tears Getting Sober | 3         | 5         | 8         | 9°        |
| 10 | Russia      | Little Big         | Uno                 | 7         | 10        | 17        | 3°        |